# Droga wojewódzka 943
Die Droga wojewódzka 943 (DW 943) ist eine polnische Woiwodschaftsstraße, die durch die beiden Woiwodschaften Schlesien führt. Sie verläuft in West-Ost-Richtung und verbindet die Orte Laliki, Koniaków, Jaworzynka und Istebna in den Kreisen Cieszyn und Żywiec miteinander. Sie führt entlang des Oberlaufs der Olsa in den Schlesischen Beskiden. 
Außerdem ist die DW 943 ein Bindeglied zwischen der Schnellstraße S1 im Osten und der tschechischen Schnellstraße 11 im Westen. 
In Istebna trifft die DW 943 auf die Woiwodschaftsstraße 941 nach Skoczów über Wisła und Ustroń.
Die Gesamtlänge der DW 943 beträgt 13 Kilometer.

## Straßenverlauf
Woiwodschaft Schlesien:
- Laliki
- Koniaków
- Jaworzynka
- Istebna